# Хаджибекташ
Хаджибекташ (тур. Hacıbektaş), бывший Карагуюк (Karahöyük) — город и район в Каппадокии (центральная часть Турции), на территории провинции Невшехир. Исторический центр бекташей, место паломничества суфиев. Главная достопримечательность — средневековый мавзолей Хаджи Бекташа, в честь которого город и получил современное название.

## Географическое положение

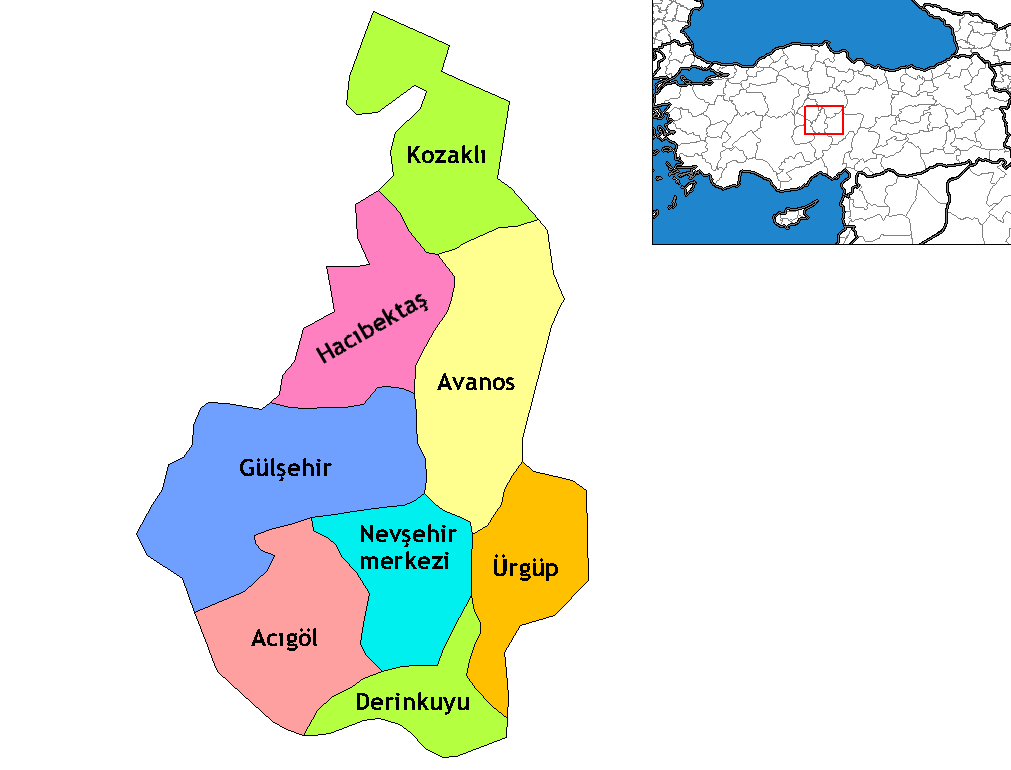
Район Хаджибекташ на административной карте ила Невшехир

Город расположен в западной части ила, на расстоянии приблизительно 32 километров к северо-западу от города Невшехир, административного центра провинции. Абсолютная высота — 1339 метров над уровнем моря.
 Площадь района составляет 697 км². Ближайший аэропорт расположен в Невшехире.

## Население
По данным Института статистики Турции, численность населения города в 2012 году составляла 5211 человек, из которых мужчины составляли 48,7 %, женщины — соответственно 51,3 %.
Динамика численности населения города по годам:
| 1990 | 1997 | 2000 | 2007 | 2012 |
| ---- | ---- | ---- | ---- | ---- |
| 8062 | 5963 | 7274 | 4862 | 5211 |